# Abhängigkeitsnotation
Die Abhängigkeitsnotation ist eine Methode, um die Funktion von Schaltsymbolen digitaler Bauelemente in der Elektronik zu kennzeichnen. Definiert ist die Abhängigkeitsnotation in der Norm DIN EN 60617-12/IEC 60617-12 Graphische Symbole für Schaltpläne – Teil 12: Binäre Elemente. Durch die Abhängigkeitsnotation lässt sich die Funktion komplizierter Bauelemente übersichtlich darstellen. Bereits die Vorgängernorm DIN 40900-12 hat die bis dahin runden und dreieckigen Schaltsymbole durch rechteckige ersetzt.
Bei der Bezeichnung wird einerseits ein Kennbuchstabe verwendet, der die Funktion des Anschlusses angibt, sowie Kennzahlen, über die die Abhängigkeiten definiert werden. Es wird zwischen Eingängen- und Ausgängen sowie steuernden und gesteuerten Anschlüssen unterschieden. Bestehen mehrere Abhängigkeiten, werden die einzelnen Abhängigkeiten mit Kommas getrennt. Falls die Abhängigkeiten unabhängig voneinander sind, ist auch eine Trennung mittels Schrägstrich möglich.
Mehrere Anschlüsse können mit einer geschweiften Klammer zu einer einzigen „Variablen“ zusammengefasst werden, deren dualer Wert beschreibt, welche Anschlüsse gesteuert werden. So bedeutet etwa die Notation
{\displaystyle \left.{\begin{matrix}0\\1\end{matrix}}\right\}\,G\,{\frac {0}{3}}},
dass die Anschlüsse 0 und 1 intern UND-verknüpft und als Dualzahl aufzufassen sind, wobei die Dualzahl die Werte 0 bis 3 repräsentiert, wodurch die beiden Eingänge funktionieren als wären diese als vier Eingänge (G0, G1, G2 und G3) realisiert. Der Bruchstrich gibt also einen Bereich an.
Ein Strich über einer Variablen bedeutet, dass der Wert der Variablen negiert wird. Zusätzlich können bei Bedarf weitere Kennbuchstaben eingeführt werden, wenn dadurch eine bessere Merkfähigkeit oder ein besseres Verständnis erreicht wird (etwa D für Data).
Ein Pluszeichen (+) hinter einer Kennzahl bedeutet, dass die entsprechende Variable (bzw. der Eingang) eine Inkrementierung bewirkt, wenn die davor notierte Variable eins ist. Ein Minuszeichen (−) bewirkt eine Dekrementierung. Beispielsweise bedeutet 0+/0-/C1, dass es sich beim Eingang um einen Takteingang (Clock; Variable 1) handelt, die (den Wert eines Zählers) inkrementiert, wenn am Eingang 0 eine Eins anliegt und dekrementiert, wenn am Eingang 0 eine Null anliegt.

## Kennbuchstaben
In der Abhängigkeitsnotation werden die folgenden Kennbuchstaben verwendet:
| Buch- stabe | Bedeutung   | Beschreibung                            |
| ----------- | ----------- | --------------------------------------- |
| G           | AND         | UND-Verknüpfung                         |
| V           | OR          | ODER-Verknüpfung (OR)                   |
| N           | XOR, Negate | Exklusiv-Oder-Verknüpfung bzw. Negation |
| Z           |             | unveränderte Übertragung                |
| C           | Control     | Steuerung                               |
| S           | Set         | Setzen                                  |
| R           | Reset       | Zurücksetzen                            |
| EN          | Enable      | Einschalten                             |
| M           | Mode        | Modus                                   |
| L           | Load        | Laden                                   |
| T           | Toggle      | Umschalten                              |
| A           | Address     | Adresse                                 |
| CT          | Content     | (Zähler-/Speicher-) Inhalt              |

## Beispiele
|  |  |  |

|  |  |

|  |  |  |

|  |  |  |

|  |